# Paloh Lhok Usi
Paloh Lhok Usi is een bestuurslaag in het regentschap Pidie van de provincie Atjeh, Indonesië. Paloh Lhok Usi telt 706 inwoners (volkstelling 2010).